# Палена
Палена (итал. Palena) је насеље у Италији у округу Кјети, региону Абруцо.
Према процени из 2011. у насељу је живело 1308 становника. Насеље се налази на надморској висини од 793 м.

## Становништво
Према резултатима пописа становништва 2011. у општини је живело 1.412 становника.
| 1931. | 1936. | 1951. | 1961. | 1971. | 1981. | 1991. | 2001. | 2011. |
| ----- | ----- | ----- | ----- | ----- | ----- | ----- | ----- | ----- |
| 3.721 | 3.328 | 3.274 | 2.744 | 2.024 | 1.742 | 1.567 | 1.478 | 1.412 |